# Ndokum Siroga
Ndokum Siroga is een bestuurslaag in het regentschap Karo van de provincie Noord-Sumatra, Indonesië. Ndokum Siroga telt 1703 inwoners (volkstelling 2010).